# Праліси і квазіпраліси Ілемнянського лісництва
Праліси і квазіпраліси Ілемнянського лісництва — пралісова пам'ятка природи місцевого значення. Об'єкт розташований на території Рожнятівського району Івано-Франківської області, ДП «Брошнівське лісове господарство», Ілемнянське лісництво, квартал 19, виділи 14, 15, 17; квартал 28, виділи 5, 8, 9, 10, 13, 15.
Площа — 135,3 га, статус отриманий у 2020 році.